# Doratosepion
Doratosepion (лат.) — род головоногих из семейства настоящие каракатицы отряда каракатицы. Был описан как отдельный род, затем слит с родом Sepia, а теперь вновь восстановлен. Типовой вид — Doratosepion andreanum.

## Виды
На декабрь 2023 известно 12 описанных видов:
- Doratosepion andreanum (Steenstrup, 1875)
- Doratosepion braggi (Verco, 1907)
- Doratosepion erostratum (Sasaki, 1929)
- Doratosepion foliopeza (Okutani & Tagawa [in Okutani, Tagawa & Horikawa], 1987)
- Doratosepion kobiense (Hoyle, 1885)
- Doratosepion limatum (Iredale, 1926)
- Doratosepion longipes (Sasaki, 1913)
- Doratosepion lorigerum (Wülker, 1910)
- Doratosepion pardex (Sasaki, 1913)
- Doratosepion peterseni (Appellöf, 1886)
- Doratosepion tenuipes (Sasaki, 1929)
- Doratosepion tokioense (Ortmann, 1888)